# Wzgórza Gilowskie
Wzgórza Gilowskie  – wzgórza w południowo-zachodniej Polsce, na Przedgórzu Sudeckim, w województwie dolnośląskim. Zgodnie z podziałem fizycznogeograficznym (według Kondrackiego i Walczaka) jest to mikroregion należący do mezoregionu Wzgórza Niemczańsko-Strzelińskie.

## Położenie
Wzgórza położone są w środkowo-zachodniej części Wzgórz Niemczańsko-Strzelińskich, na zachód od miejscowości Niemcza, między miejscowościami Gilów na północnym wschodzie a Piławą Górną na południowym zachodzie. Od strony północno-wschodniej oddzielone są Doliną Piekielnego Potoku od Wzgórz Krzyżowych, od północnego zachodu zbocza opadają w kierunku Kotliny Dzierżoniowskiej, od południowego zachodu graniczą z Wzgórz Bielawskich, a od południowego wschodu graniczą ze Wzgórzami Gumińskimi. Obszar Wzgórz objęty jest obszarem chronionego krajobrazu.

## Opis
Wzgórza Gilowskie są podjednostką Wzgórz Niemczańsko-Strzelińskich, stanowiącą teren o podobnym charakterze. Są to niewielkie wzniesienia nie przekraczające 430 m n.p.m., jednak ze względu na kształt zboczy nabrało charakteru małego pasma górskiego. Pasmo jest południowym pasem Wzgórz Krzyżowych, o długości ok. 6 kilometrów i elipsowatym kształcie, rozciąga się w kierunku południowo-zachodnim od miejscowości Gilów do miejscowości Piława Górna, największą szerokość osiąga w środkowej części pasma. Najwyższym szczytem pasma jest Zguba – 418 m n.p.m.
Na Wzgórzach Gilowskich w okolicy wzniesienia Rybia Góra (niem. Fischer Berg) w sierpniu 1762 roku rozegrała się jedna z ostatnich bitew wojny siedmioletniej – bitwa pod Dzierżoniowem. 11 września 1910 r. na stoku góry postawiono pomnik dla uczczenia tego wydarzenia. Na niezachowanej do dziś granitowej tablicy znalazł się napis: Na pamiątkę bitwy pod Dzierżoniowem w dniu 16 sierpnia 1762 roku, poległym i rannym pruskim i austriackim żołnierzom.